# 101 f.Kr.

## Händelser

### Efter plats

#### Romerska republiken
- De romerska konsulerna Marius och Catulus besegrar cimbrerna i slaget vid Campi Raudii (även känt som slaget vid Vercellae).

#### Libyen
- Ptolemaios Apion ärver tronen i Cyrenaica.

## Födda
- Duttagamani, kung av Sri Lanka

## Avlidna
- Kleopatra III, egyptisk drottning